# Oxyopes erlangeri
Oxyopes erlangeri là một loài nhện trong họ Oxyopidae.
Loài này thuộc chi Oxyopes. Oxyopes erlangeri được Embrik Strand miêu tả năm 1906.